# Sceaux-sur-Huisne
Sceaux-sur-Huisne är en kommun i departementet Sarthe i regionen Pays de la Loire i nordvästra Frankrike. Kommunen ligger i kantonen Tuffé som tillhör arrondissementet Mamers. År 2022 hade Sceaux-sur-Huisne 584 invånare.

## Befolkningsutveckling
Antalet invånare i kommunen Sceaux-sur-Huisne
| Referens: INSEE |